# K-Bar Ranch
K-Bar Ranch – jednostka osadnicza w Stanach Zjednoczonych, w stanie Teksas, w hrabstwie Jim Wells.